# Boom Boom (chanson de Mabel)
Pour les articles homonymes, voir Boom Boom (homonymie).
Chansons représentant le Danemark au Concours Eurovision de la chanson
Stop, mens legen er go'
(1966) Disco Tango
(1979)
Boom Boom est la chanson représentant le Danemark au Concours Eurovision de la chanson 1978. Elle est interprétée par le groupe Mabel (da).
Il s'agit du retour du Danemark après douze ans d'absence.
La chanson est la seizième de la soirée, suivant Charlie Chaplin interprétée par Tania Tsanaklidou pour la Grèce et précédant Parlez-vous français ? interprétée par Baccara pour la Luxembourg.
À la fin des votes, elle obtient 13 points et prend la seizième place sur vingt participants.